# 야노마미족
야노마미족(스페인어: Yanomami, 포르투갈어: Ianomâmis) 또는 야노마모족(Ya̧nomamö)은 베네수엘라와 브라질 지역에 거주하는 남아메리카의 선주 민족이다. 외부의 정착민들이 사는 곳에서 멀리 떨어진 아마존 우림 내륙의 오지에 모여 살았기 때문에 20세기 초까지 외부 세계와 이렇다 할 접촉이 없었다. 이러한 역사적 이유로 야노마미족은 그들의 언어와 관습을 비교적 잘 보존하고 있다. 아직도 미접촉부족으로 살아가는 야노마미족 집단들이 남아있다.
현재 브라질의 야노마미족은 1만 명 정도의 인구가 50-400명으로 구성된 마을들을 이루어 살아가고 있다. 바나나 재배, 과일 채집, 수렵 등으로 먹을 것을 얻는다. '야노마미'(yanomami, ya̧nomamö)는 야노마미어로 '사람'을 뜻한다.

## 역사
야노마미족이 서방세계에 처음 알려진 것은 1759년의 일로, 아폴리나 디에즈 데 라 푸엔테(Apolinar Diez de la Fuente)가 이끄는 에스파냐 원정대가 파다모 강 유역에 사는 예쿠아나족을 만나러 가다가 야노마미족에 대한 이야기를 들었다.
“우라마나비 인디언의 도움을 받아 나는 요니 추장에게 오리노코강 상류까지 가 본 적이 있냐고 물었다. 그는 그렇다면서, 거기서 구아하리보족[야노마미족] 인디언들과 전쟁을 한 적이 있다고 했다. 그들은 매우 용맹하며 …… 다른 모든 인디언들에게 우호적이지 않다.”
1630년에서 1720년 사이에 남미 강변의 원주민 공동체들은 에스파냐의 콩키스타도르와 포르투갈의 반데이란테들에 의한 노예 사냥으로 파괴 또는 규모가 축소되었다. 이때 야노마미족도 그 영향을 받았는지, 받았다면 어떻게 받았는지는 순전한 추측의 영역으로 남아 있다.
외부 세계와의 지속적 접촉은 부족선교회, 예수회, 살레지오회에 의하여 1950년대부터 시작되었다.
1970년대 브라질 군부정권은 호라이마주의 개발 계획을 추진했고, 야노마미족이 살던 지역에 도로가 깔리고(1973 ~ 76년) 식민화가 이루어졌다. 같은 시기 아마존자원탐사계획 RADAM(1975년)이 이 지역에서 광맥을 발견했다. 이로 인해 탐광자들의 이동이 가속화되었고, 1987년 이후로는 본격적인 골드러시가 이루어졌다. 1987년에서 1990년까지 탐광자들에 의하여 브란코 강 유역에 수백 개의 비밀 통로가 만들어졌다. 호라이마의 야노마미족 거주 지역에 유입된 금광 채굴자들의 수는 적게는 30여명에서 원주민 인구의 다섯 배인 40,000여명까지 늘어났다. 1990년대 말엽에 골드러시는 종료되었지만 아직도 야노마미족 거주 지역에서의 금 채굴은 이루어지고 있으며, 이에 따른 폭력 및 후생 사회적 문제가 확산되고 있다.
브라질 국경을 보호하기도 할 겸 농민, 목장주, 광부들의 요구에 따라 야노마미족 공동체 근처에 군사기지와 도로가 설치되었고, 야노마미족의 권리를 보호하기 위한 운동이 일어났다. 1978년 야노마미족 우호 위원회(CCPY)가 설립되었다. CCPY는 브라질의 비정부 비영리 단체로서 야노마미족의 영토, 문화, 인권을 보호하는 것을 목적으로 한다. CCPY는 야노마미족의 생활권 확보를 브라질 정부측에 요구했고, 13년 뒤인 1991년 야노마미 원주민 보호구역이 지정되었다. 1992년 보호구역이 정식으로 승인되면서 야노마미족은 호라이마 주와 아마조나스주의 약 96,650 제곱킬로미터의 땅에 대한 독점적 권리를 갖게 되었다.
베네수엘라 헌법에서는 원주민들이 조상의 땅에 대한 권리를 갖는다고 명시되어 있으나, 아마존 우림지역의 광업 합법화에 지장이 될 수 있기에 실제로 땅을 보장받고 정부의 승인을 받은 원주민 부족은 극소수에 불과하다.

## 사회구조

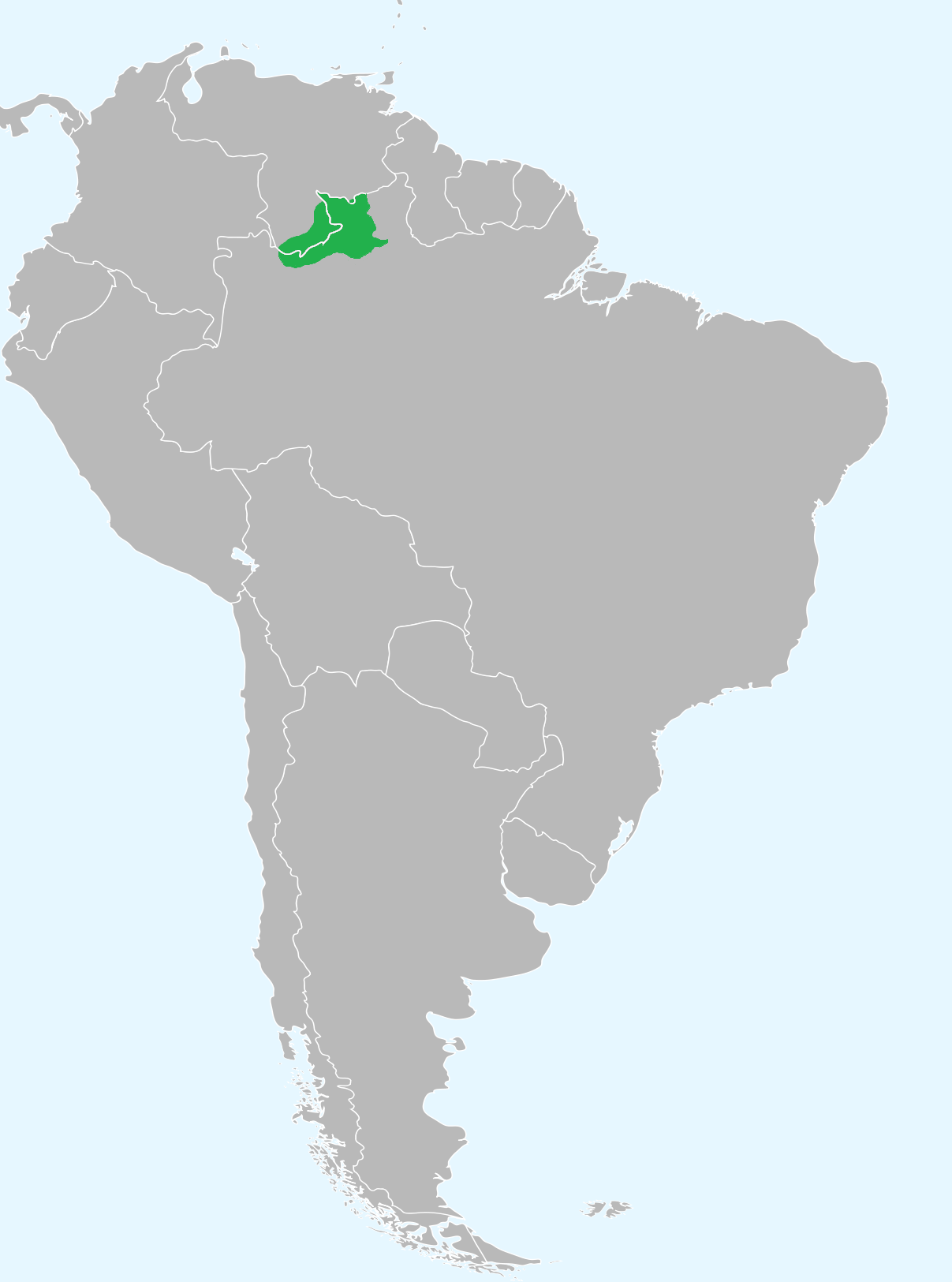
야노마미족의 거주 지역

야노마미족은 자신들을 하나의 통일된 집단으로 인식하지 않고 정치적으로 자율적인 각 마을에 소속된 것으로 생각한다. 야노마미족 공동체는 비슷한 연령과 친족 관계에 의해 모이고 이들은 다시 군사적 연합으로 묶인다. 야노마미족은 오리노코 강 근처에 거주하다가 현재 야노마미족이 거주하고 있는 브라질과 베네수엘라의 고지대로 이주해온 카리브어 사용 집단과 역사적인 공통분모를 가지고 있다.
성숙한 남성이 대부분의 정치적, 종교적 권위를 가진다. 수장(tuxawa)이 각 마을의 지도자 역할을 하나 야노마미족으로 분류되는 모든 마을을 통솔하는 단일 지도자는 없다. 수장은 마을 내부와 주변 공동체와의 분쟁을 해결하는 기술을 보여줌으로써 정치적 권력을 얻는다. 공동체 수준의 행동이 이루어지려면 일반적으로 성숙한 남성들의 합의가 필요하지만 각 개인에게 참여가 요구되는 것은 아니다. 국지적인 혈족 집단도 결혼을 주선하고 마을 내의 분쟁을 해결하는 데 중요한 역할을 한다.

## 문화

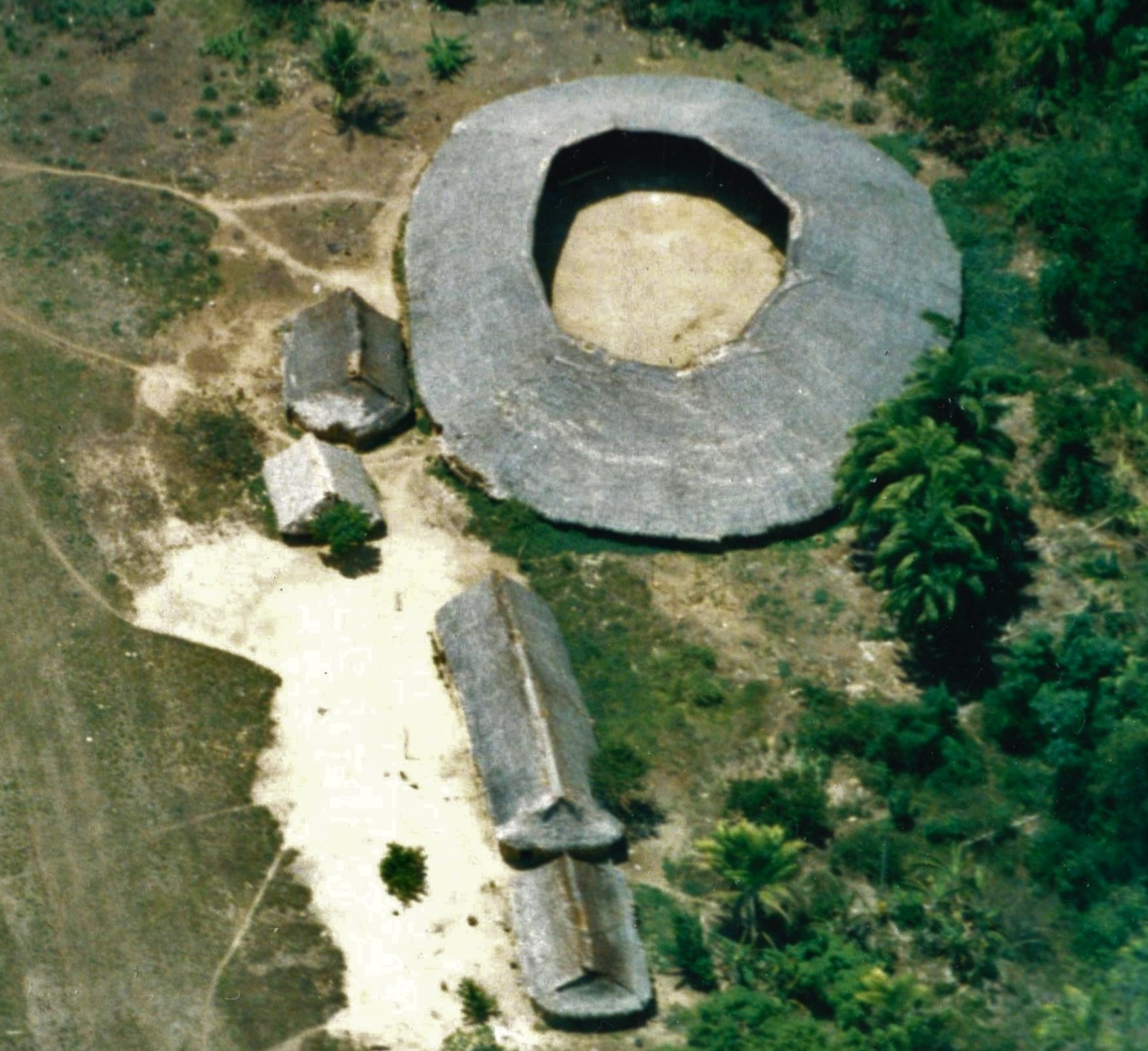
상공에서 촬영한 야노마미족의 샤보노, 브라질 북부.

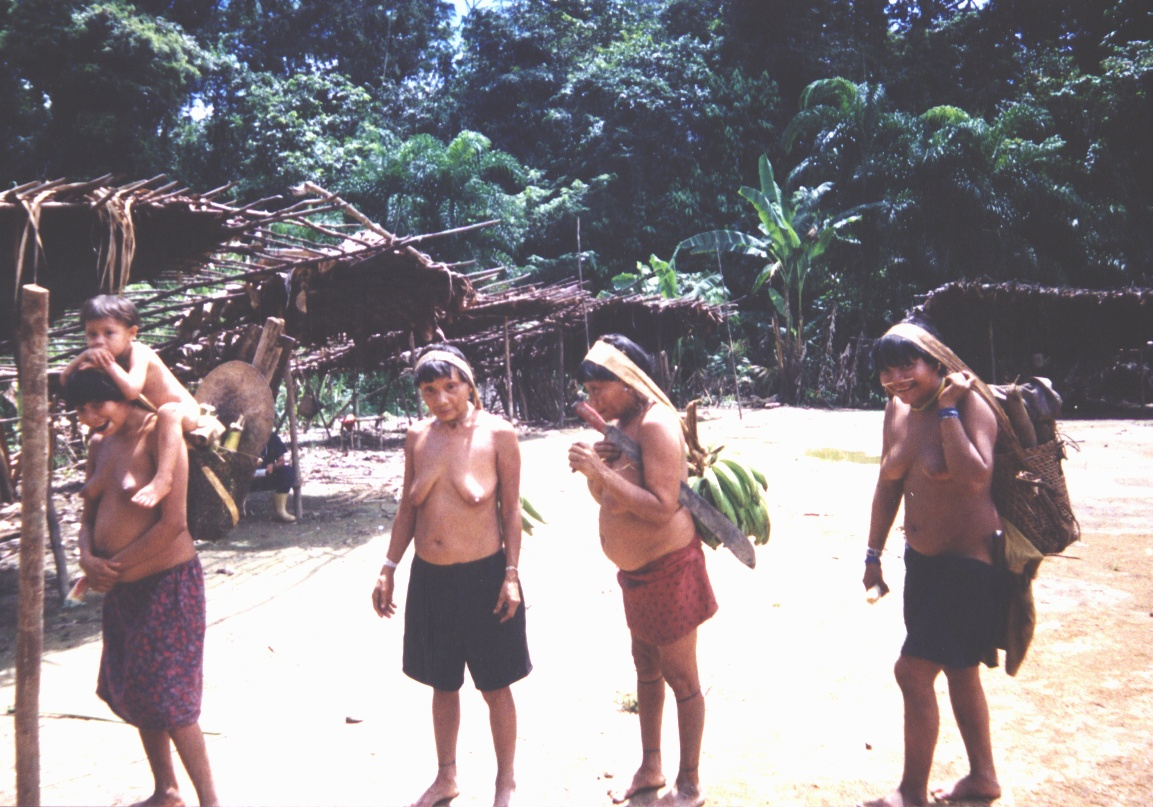
야노마미족의 여성들, 베네수엘라.

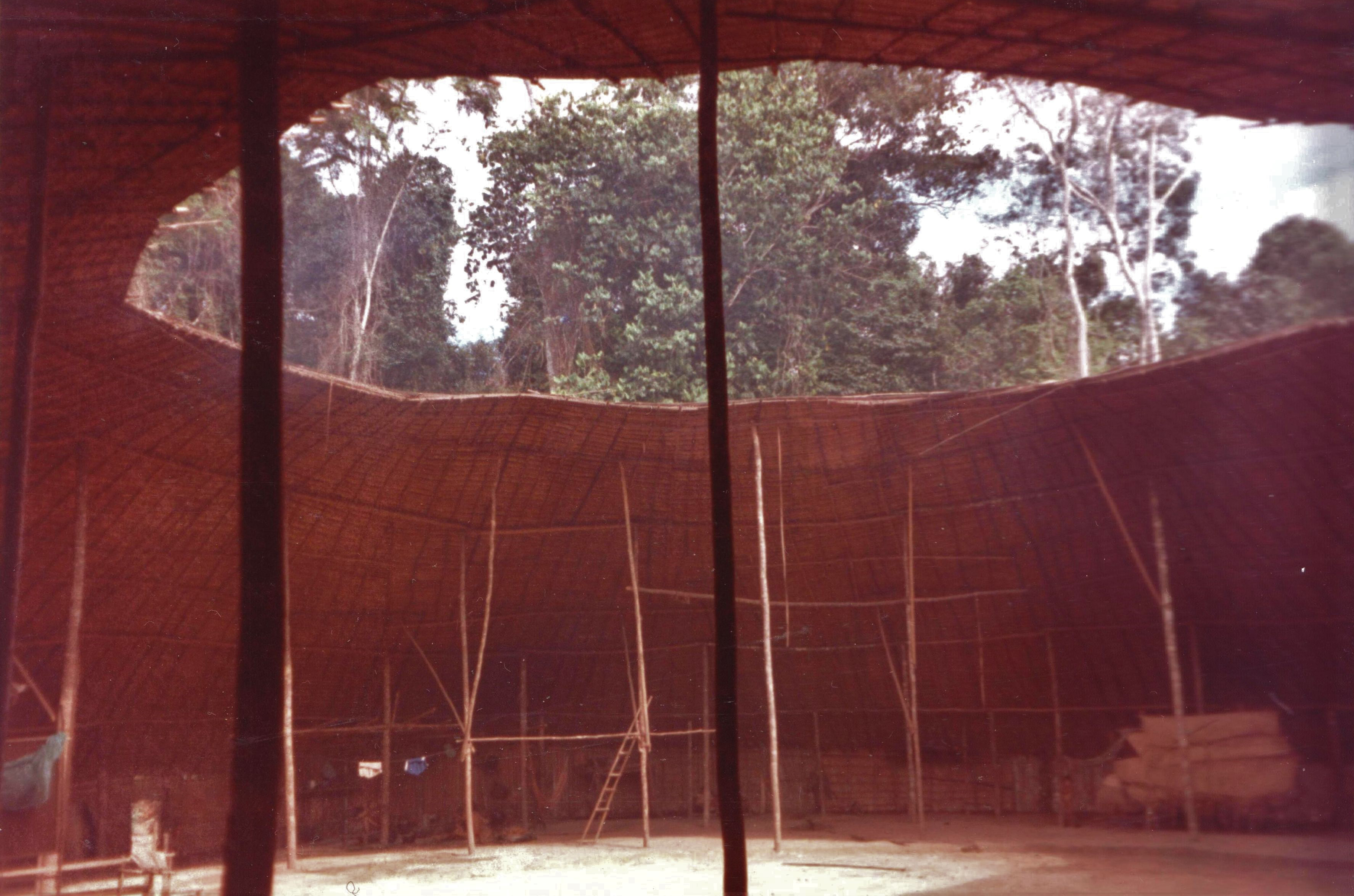
샤보노의 내부 모습

야노마미족은 보통 아이들과 대가족으로 구성된 마을에서 산다. 마을의 규모는 다양하지만 보통 50~400명이 거주한다. 이 거대한 공동체 체계 하에서 마을 전체는 샤보노(shabono)라고 불리는 공동의 지붕 아래에서 산다. 샤보노는 특징적인 타원 모양을 하고 있으며 중앙에 평균 90제곱미터 정도의 열린 땅이 있다. 이 샤보노 주거지는 울타리이 따로 세워져 있지 않은 한 마을의 경계를 이룬다.
지붕 아래에는 지지대만으로 표시된 구획이 있으며 이것이 개개의 주택과 공간을 구분한다. 샤보노는 잎, 덩굴, 나무줄기와 같은 주변 열대우림의 원자재로 만들어진다. 이는 비, 바람, 충해로 인해 심각한 손상을 입기 쉬우며 따라서 4~6년마다 새로운 샤보노가 건설된다.
아이들은 어릴 때 어머니의 곁에 머물러 있으며, 대부분의 양육은 여성이 한다. 야노마미족은 일부다처제를 공개적으로 수용하는 50여 개의 문서화된 사회 중 유명한 사례이지만, 다른 아마존 부족들 사이에서도 일부다처제는 관찰된 바 있다. 많은 결합은 일부일처제이다. 일부다처제 가족은 한 남자를 중심으로 하는 대규모의 부계 가족단위와 더 세부적인 모계 하위 가족단위, 곧 여성과 그 자녀로 구성된 각 여성의 가족 단위로 구성된다. 마을의 삶은 소규모의 모계 가족단위를 중심으로 이루어지는 반면, 부계 가족단위는 마을 너머에서 더 큰 정치적 중요성을 갖는다.
야노마미족 남성들은 시부모와 함께 사는 상당한 기간 동안 신부 서비스로 알려진 용역을 하며, 배우자가 사망한 경우 그 형제자매와 레비레이트혼이나 소로레이트혼을 하기도 한다. 친족 집단은 마을에 국한되는 경향이 있으며 계보적 깊이는 다소 얕다. 친족 관계는 결혼 준비에서 중요하며 여성을 교환하는 친족 집단 간에는 강한 유대감이 형성된다. 이들의 친족 체계는 이로쿼이 친족 체계로 설명될 수 있다. 인류학자 나폴레옹 샤뇽을 인용하자면, "한마디로, 야노마모 사회의 모든 구성원은 혈육이라는 우리 말로 번역될 수 있는 특정한 친족 용어로 불린다."

### 생계
야노마미족은 열대우림 자원에 크게 의존하는 수렵, 채집, 어업, 원예농업으로 삶을 영위한다. 이들은 화전 원예농업을 하여 바나나를 재배하고, 과일을 채집하고, 동물과 물고기를 사냥한다. 작물은 야노마미족 식단의 칼로리 중 최대 75%를 구성한다. 단백질은 채집, 사냥, 낚시를 통해 얻은 야생 자원에서 공급된다. 토양이 고갈되면 야노마미족은 과도하게 사용된 땅을 피하기 위해 자주 이동하는데, 이는 이동 경작이라고 알려진 관행이다.
여성들은 정원에서 주요 작물로 요리용 플랜테인과 카사바를 재배하며 남성들은 정원을 위해 숲을 개간하는 중노동을 한다. 야노마미족의 또다른 식량원은 애벌레로, 이들은 종종 애벌레의 성장을 촉진하기 위해 야자수를 베기도 한다. 전통적인 야노마미족 식단은 염분이 매우 낮으며, 이들의 혈압은 모든 인구 집단 중에서 특징적으로 가장 낮게 나타났다. 이러한 이유로 야노마미족은 고혈압 과 나트륨 섭취를 연결하려는 연구의 대상이 되기도 했다.
여성들은 사냥이나 식량을 위해 사냥감을 죽이는 것을 제외한 많은 잡일과 집안일을 담당한다. 여성들은 사냥을 하지 않지만 정원에서 일하고 과일, 구근, 견과, 기타 야생의 먹을거리를 수집한다. 정원은 가족별로 구획되어 바나나, 플랜테인, 사탕수수, 망고, 고구마, 파파야, 카사바, 옥수수 및 기타 작물을 재배한다. 야노마미 여성은 정원이 더 이상 비옥하지 않을 때까지 경작한 다음 밭을 옮긴다. 여성들은 수확하는 동안 나무껍질 끈과 짜인 바구니를 사용하여 등에 32~36kg의 작물을 싣는다.
아침에 남자들이 사냥을 나가는 동안, 여자와 어린아이들은 흰개미 둥지와 기타 애벌레를 찾아 나서는데, 나중에 이것들을 가족의 모닥불에서 굽는다. 여자들은 또 개구리, 육지 게, 애벌레를 잡거나 바구니로 짤 덩굴을 찾는다. 어떤 여자들이 이러한 작은 식량원을 모으는 한편 다른 여자들은 낮에 몇 시간 동안 나가서 물고기를 잡는다. 또 여자들은 카사바를 준비하고 뿌리를 잘게 썰어 독성 즙(글리코사이드)을 짜낸 다음 밀가루를 구워 납작한 반죽(스페인어로 casabe)를 만들고 작은 숯불 더미 위에서 요리한다.
야노마미족 여성들은 나무껍질과 뿌리로 만든 작은 끈을 이용해 바구니를 짜고 장식하며, 이 바구니를 이용해 식물, 작물, 음식을 운반하여 샤보노로 가져온다. 그들은 오노토(onoto)나 우루쿠(urucu)로 불리는 붉은 산딸기류 열매를 이용해 바구니를 염색할 뿐 아니라 몸이나 허리띠에 칠한다.
여성이 돌보는 아이들은 어린 나이부터 어머니를 도와 집안일을 해야 하며, 어머니는 딸의 도움에 크게 의존한다. 남자아이는 일반적으로 8세 이후에 공동체의 남성 구성원의 책임을 맡게 된다.

### 의식
의식(儀式)은 야노마미족 문화에서 중요한 요소이다. 야노마미족은 근처 마을 사람들을 초대하는 큰 잔치로 풍작을 축하한다. 마을 사람들은 이웃과 좋은 관계를 유지하기 위해 많은 양의 음식을 모으고, 또 깃털과 꽃으로 몸을 장식한다. 잔치 동안 야노마미족은 포식하고 여성들은 밤늦게까지 춤추고 노래한다.
야노마미족의 샤먼들은 병에 걸린 공동체 구성원을 치유하는 의식에서 '야코아나'(yakoana)로 알려진 환각제를 사용한다. '야코아나'는 그것이 유래하는 나무인 Virola elongata를 가리키기도 한다. 다른 환각성 식물(Anadenanthera peregrina)에서 유래한 '요포'(yopo)는 보통 샤먼이 정원에서 재배한다. 특히 사마타리(Xamatari)족은 Virola elongata의 나무껍질 가루와 '요포'의 씨앗 가루를 섞어 '에베네'(ebene)라는 약물을 만드는데,  이 약은 이들이 물질세계의 많은 것을 관할한다고 믿는 영혼인 헤쿠라(hekura)와의 소통을 용이하게 한다. 샤푸리(shapuri)라고 불리는 이 관행에 여성은 참여하지 않는다.
야노마미족은 죽은 친족의 뼈를 먹는 의식적인 동족식인(endocannibalism)을 행한다. 이들은 죽은 시체를 잎에 싸서 샤보노에서 약간 떨어진 숲에 놓으며, (보통 약 30~45일 간) 곤충이 부드러운 조직을 먹은 후 뼈를 모아 화장(火葬)한다. 그런 다음 남은 재를 바나나로 만든 일종의 수프에 섞어서 전체 공동체가 먹는다. 재는 박 안에 보관되기도 하며 재가 없어질 때까지 매년 의식을 반복한다. 사망자의 모든 개인 소지품도 불태우는데, 사악한 영혼이 깃들 수 있다고 믿기 때문이다. 매년 있는 "기억의 날"을 제외하고는 일상 대화에서 죽은 사람에 대해 언급할 수 없다. 그 날에는 죽은 사람의 재를 먹고 사람들이 죽은 친척의 삶을 회상한다. 이 전통은 야노마미족을 강하게 만들고 그 개인의 영혼을 살아있게 한다고 여겨진다.
또한 야노마미족 사이에서는 장애, 간통, 강간 등의 이유로 영아살해가 일어나는 것으로 알려져 있다.

### 여성

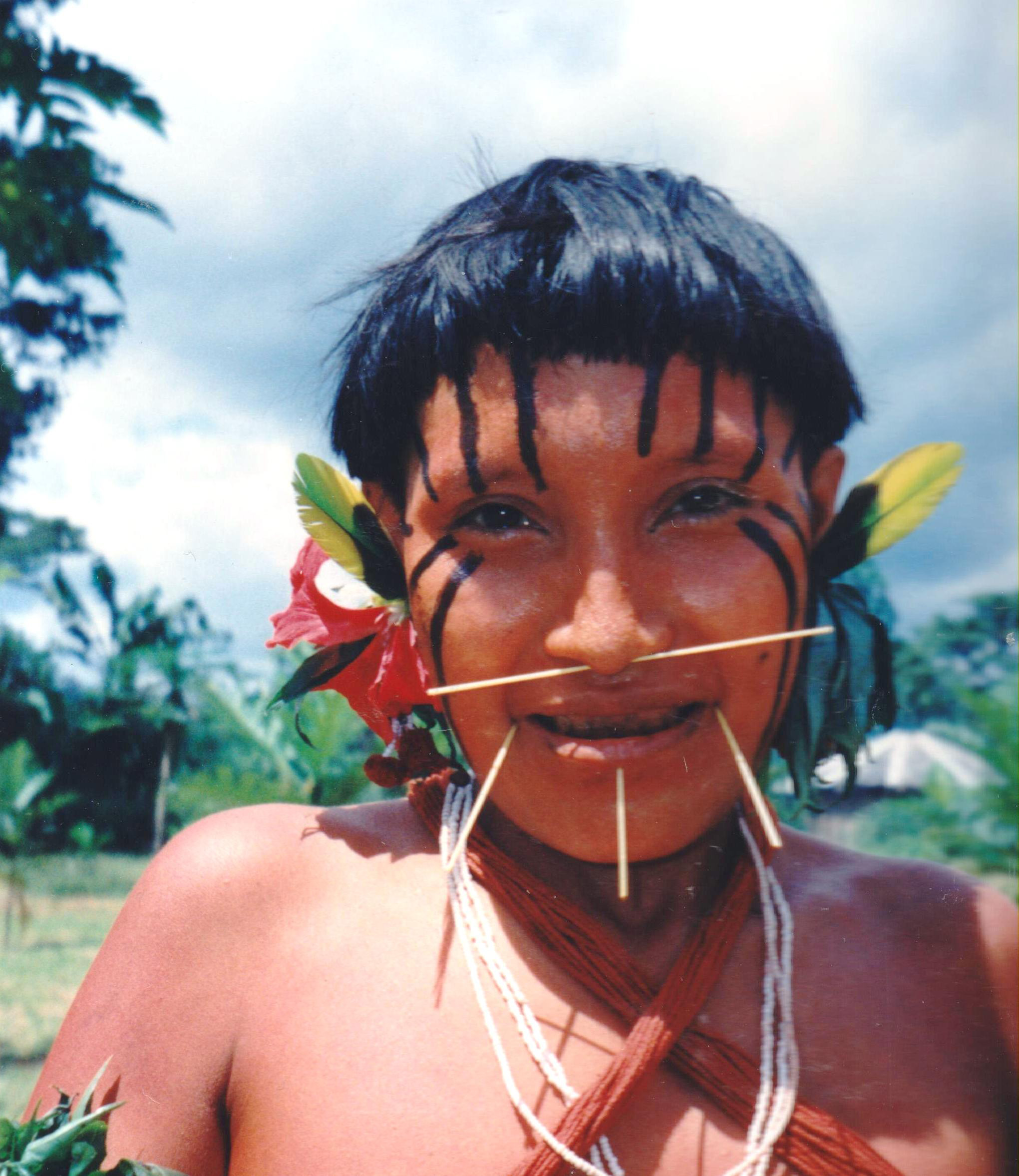
야노마미족 소녀, 1997년 브라질

월경의 시작이 여성의 시작을 상징한다. 야노마미족 소녀들은 일반적으로 12~13세 경에 월경을 시작한다. 흔히 이들은 초경 전에 약혼하고 월경을 시작한 후에야 결혼이 성사되지만, 금기는 종종 위반되고 많은 소녀들이 그 이전에 성적으로 활동적이 된다. 야노마미어어에서 월경(roo)은 직역하면 "쪼그리고 앉다"라는 뜻이다. 이들은 혈액을 흡수하기 위해 패드나 천을 사용하지 않으며, 월경혈이 유독하고 위험하다는 믿음 때문에 소녀들은 잎으로 만든 작은 텐트 모양의 격리 막 뒤에 숨겨져 있다. 이들이 쪼그리고 앉는 구조물에는 혈액을 "스스로 처리"하기 위한 깊은 구멍이 파져 있다.
이는 어머니에게 즉시 통지되며, 어머니는 여자아이의 연장자 여성 친구들과 함께 여자아이의 오래된 면 옷을 처분하고 여성성과 혼인적령을 상징하는 새 옷으로 교체할 책임을 진다. 초경의 한 주 동안 여자아이는 음식을 만지는 것이 금지되어 있기 때문에 막대기로 음식을 먹는다. 격리 기간 동안에는 말할 때 속삭여야 하며, 자매나 어머니와 같은 가까운 친족에게만 말할 수 있고 남성에게는 결코 말할 수 없다.
월경 때까지 여성은 어린이로 대우받으며 집안일을 돕는 것만 맡으나, 월경 연령에 가까워지면 남성들이 잠재적인 아내로 찾는다. 남성과 달리 여성에게는 사춘기가 중요한 시기로 여겨지는데, 초경이 끝나면 유년기를 벗어나 성인이 되어 성숙한 야노마미족 여성으로서 책임을 져야 하기 때문이다. 초경 이후에는 생식기를 보여주는 것이 금지되며 두르는 옷으로 가린다. 야노마미족의 월경 주기는 끊임없는 수유나 출산으로 인해 자주 발생하지 않으며 이 시기에만 중요한 사건으로 간주된다.

## 폭력성

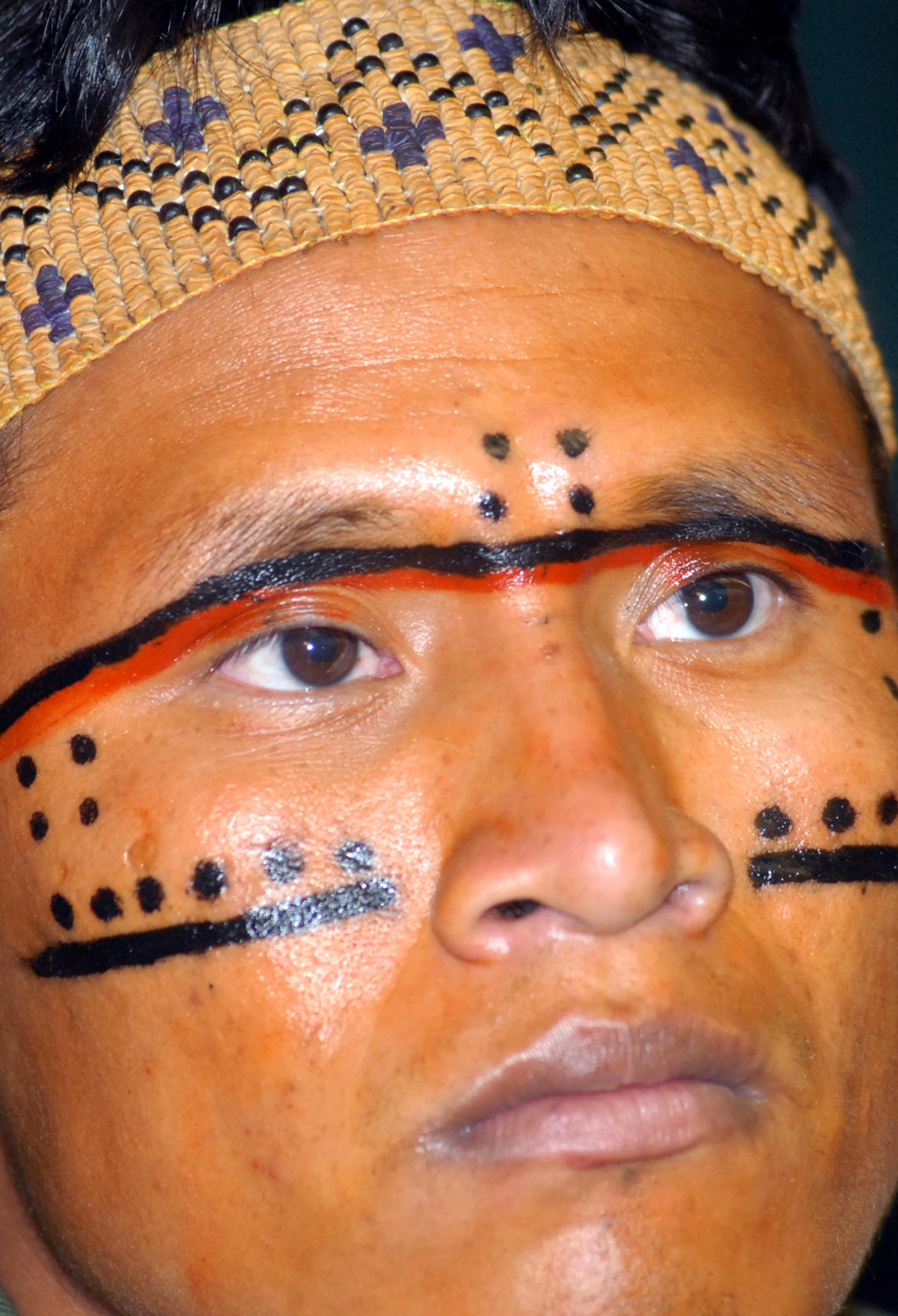
야노마미족의 전통적인 얼굴 색칠

야노마미족에 대한 초기 인류학 연구는 이들의 문화가 폭력으로 점철되어 있다고 설명한다. 야노마미족은 다른 부족들에게 폭력성을 드러낼 뿐 아니라 자기들끼리도 오랜 폭력의 역사를 갖고 있다.
인류학자 나폴레옹 샤뇽은 야노마미족이 “만성적 전쟁상태”의 삶을 살고 있다고 표현했다. 샤뇽을 비롯한 인류학자들의 야노마미족에 대한 공격적이고 호전적인 묘사는 학계에서 논쟁을 불러일으켰고 야노마미족에 대한 지대한 관심이 생겨났다. 야노마미족의 폭력성을 둘러싼 논쟁에서 중요한 쟁점은 그들의 폭력과 전쟁이 야노마미 문화에 원래 내재되어 있는 것인지, 아니면 그럴 수밖에 없었던 역사적 상황이 존재하는지의 여부이다. 1985년 인류학자 자크 리조는 야노마미족과 20년 이상 함께 생활하면서 그들을 관찰했고, 다음과 같이 썼다.
| “ | 나는 내 책이 야노마미족의 폭력성에 관한 과장된 표현들을 바로잡을 수 있길 바란다. 야노마미족은 전사들이다. 그들은 잔혹하고 잔인해질 수 있지만, 동시에 섬세하고, 세심하고, 사랑을 할 수도 있다. 폭력은 산발적이며, 사회 전체를 지배한 적은 없었고, 서로 다른 두 차례의 폭력 사이에 긴 평화가 존재할 수도 있다. 북미 대륙의 사회나 남미 대륙의 차코족에 관해 아는 사람이라면, 야노마미족이 차코족만큼 전쟁을 위주로 조직된 문화를 가졌다고 말할 수는 없을 것이다. | ” |

마빈 해리스 등 생태적 면을 연구하는 인류학자들은 야노마미족의 폭력적 문화는 그들의 땅이 영양적으로 척박하여 발생한 경쟁의 결과라고 주장했다. 그러나 1995년 R. 브라이언 퍼거슨은 야노마미족의 전쟁에 대해 기록된 모든 문서들을 검토하고 다음과 같은 결론을 내렸다.
| “ | 일부 야노마미족이 대형 전쟁이나 유혈 충돌에 가담한 것은 분명 사실이다. 그러나 이 폭력은 야노마미 문화의 표현형이 아니다. 오히려 이것은 역사적 상황의 산물로서, 야노마미족은 서방 문화가 없기 때문이 아니라 서방 문화가 있기 때문에 전쟁을 하는 것이며, 그것도 매우 특수한 형태의 전쟁을 한다. 우리가 알고 있는 모든 야노마미족 전쟁을 닐 화이트헤드와 나는 "부족 영역"이라고 부른다. 이 영역은 국가행정의 통제 밖에 있으며, 거기 거주하는 비국민들은 국가의 존재로 인한 광대한 효과에 반응할 수밖에 없을 것이다. | ” |

퍼거슨은 샤뇽이 야노마미족이 서방 문화의 영향을 받지 않은 것처럼 표현한 것을 강조한다. 야노마미족은 1950년대에 바깥 세계 사람들이 그들의 땅에 닿기 훨씬 이전부터 식민화의 영향을 경험하였으며, 훨씬 일찍부터 교역망을 통해 서방의 문화적 물적 영향을 받았다는 것이다.

야노마미족의 두 집단의 전쟁으로 인한 남성 사망률을 뉴기니와 남미의 다른 원주민들과 비교한 것. 위에서 두 번째와 여섯 번째가 야노마미족이고, 가장 아래는 유럽과 미국이다.

어쨌든 폭력은 야노마미족의 사망원인 중 많은 비중을 차지한다. 이웃한 공동체들은 자원을 두고 지속적 분쟁 상태에 있으며, 야노마미족 남성의 절반 이상은 이 분쟁의 과정에서 비명횡사한다. 이러한 경쟁 때문에 야노마미족은 부락을 버리고 새로운 정착지를 찾아 떠나는 일이 잦다. 야노마미족 사회의 여성은 대개 물리적 폭력과 분노의 피해자이다. 부락 간의 전쟁은 흔한 일이고, 그 과정에서 여성들은 거의 강간, 구타를 당하며 승리한 부락으로 끌려가서 그 부락의 구성원으로 편입된다. 남편에게 순종하게 만들기 위하여 아내들은 자주 두들겨 맞는다. 전쟁을 제외한 여성에 대한 폭력의 대부분은 성적 질투심이 원인을 차지한다. 여성들은 몽둥이, 작대기, 마체테를 비롯한 둔기나 날붙이로 두들겨 맞는다. 아내에 대한 남편의 우위와 힘을 상징하기 위하여 단근질도 자주 실시된다.
야노마미족 남성들은 다른 부락을 공격할 때 그 부락의 아이들을 죽인다. 1930년대에 야노마미족 전사들에게 납치당한 브라질 여성 헬레나 발레호는 자신이 잡혀 있던 부락이 카라웨타리의 습격을 받았던 것을 다음과 같이 증언했다.
| “ | 사람이 많이 죽었다. 나는 공포와 연민으로 흐느꼈지만 아무 것도 할 수 없었다. 그들은 아이들을 어미에게서 빼앗은 뒤 죽였다. 어미들은 팔과 손목이 단단히 묶인 채 일렬로 늘어섰다. 모든 여자들이 울었다 …… 남자들이 아이들을 죽이기 시작했다. 작은 아이, 큰 아이, 많이도 죽였다. | ” |

## 인구 감소

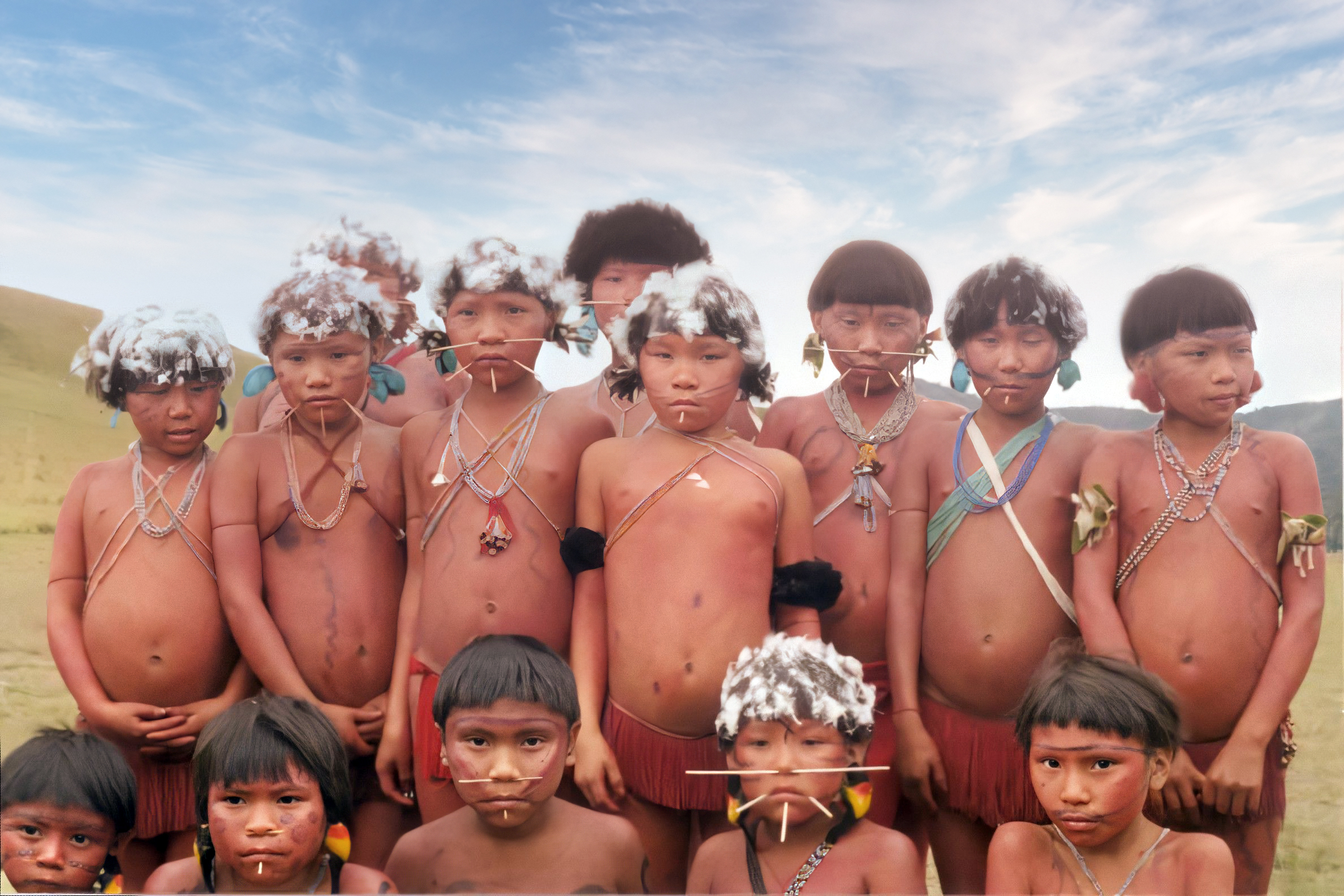
야노마미족 아이들

브라질의 야노마미족은 현재 지정된 보호구역에서 거주하는 경우가 많다. 야노마미족 보호구역은 원래 유엔 인권위 및 환경 관련 NGO들의 압력에 의해 이미 1988년의 개정 헌법에 포함된 것이었다. 이 헌법에는 선주 민족의 사회 조직, 관습, 전통, 생활 및 거주 지역에 대한 권리를 인정하고 그들의 지역을 별도로 지정하도록 하는 조항이 포함되어 있었다. 이 보호구역을 실제적으로 조성한 것은 브라질 전 대통령인 페르난두 콜로르 지 멜루의 정부였는데, 보호구역이 매우 큰 규모(약 한반도 규모)인 데 반해 브라질의 야노마미족 인구는 1만 남짓이기 때문에 조성 당시 과도한 시혜라는 언론의 비판이 있었다. 또한 브라질 군부 역시 보호구역이 중요한 작전 거점에 위치하여 군사 작전에 방해를 준다며 반대 의견을 냈다.
1993년 베네수엘라 국경에 가까운 브라질의 아시무(Haximu) 근교에서 금광 광부들이 야노마미족 약 16명을 살해하는 사건이 발생하였다. 1987년 브라질 골드러시로 인한 해당 지역 원주민들과 외부인들 간의 갈등으로 빚어진 분쟁의 결과였다. 이 분쟁은 여러 단계에 걸쳐 진행되었다. 처음으로, 광부들이 야노마미족 부락을 공격하여 4-5명의 젊은이들을 사살하였다. 이에 해당 지역 거주민들은 광부들을 공격하여 최소 2명을 죽이고 2명에게 부상을 입혔다. 그러자 광부들은 대대적으로 야노마미족 부락을 공격하여, 아기나 노인을 포함하여 약 12명의 야노마미족을 무차별적으로 죽이고 부락을 불태웠다.

## 같이 보기
- 영상인류학